# Ponte Vecchio (Svilengrad)
Il ponte vecchio (in bulgaro: Старият мост) o ponte di Mustafà Pascià (in bulgaro: Мост на Мустафа паша) è un ponte ad arco di Svilengrad, in Bulgaria.

## Descrizione
Il ponte, realizzato in pietra, è lungo 295 metri, largo 6 ed è caratterizzato da 21 arcate delle quali la più larga misura 18 metri.

## Storia
Il ponte fu commissionato dal vizir ottomano Çoban Mustafà Pascià al celebre architetto Mimar Sinan tra il 1512 e il 1529, durante il regno del sultano Solimano il Magnifico. Oltre al ponte vennero realizzati un caravanserraglio, una moschea, un hammam ed un bazar. Alcune arcate andarono distrutte durante un'alluvione nel 1766, tuttavia vennero ricostruite nel 1809. Durante la prima guerra balcanica, nel corso della battaglia di Lüleburgaz, l'esercito ottomano tentò invano di far saltare il ponte con l'intento di rallentare l'avanzata bulgara su Edirne.